# Crotalaria lachnophora
Espèce
Synonymes
- Crotalaria elata Baker[1]
- Crotalaria homblei De Wild.[1]
- Crotalaria lachnocarpa "Baker, p.p."[1]

Crotalaria lachnophora est une espèce de plantes à fleurs de la famille des Fabaceae et du genre Crotalaria, répandue en Afrique tropicale.

## Description
C'est une herbe (ou arbuste) vivace atteignant 1 à 3 m de hauteur, développant de nombreuses branches pubescentes et des gousses cylindriques, tomenteuses, allant jusqu'à 4,5 cm.

## Distribution
L'espèce est présente en Afrique tropicale, depuis le Sénégal jusqu'à l'Érythrée et à l'Éthiopie, également vers le sud, en Angola, en Zambie, au Zimbabwe et au Mozambique.

## Habitat
On la rencontre dans les savanes arbustives, à l'exception des zones humides.

## Utilisation
Elle est utilisée pour l'alimentation humaine, en médecine traditionnelle, en agriculture (jachères, clôtures, ombrages).